# S1 No. 1 Style
S1 No. 1 Style (エスワン ナンバーワンスタイル) là một nhà sản xuất phim khiêu dâm của Nhật Bản. Đôi khi cũng được gọi tắt là S1 (エスワン).
Là một nhà sản xuất trong nhà của tập đoàn WILL, và chỉ làm việc với những nữ diễn viên thân hình đẹp và xinh như người mẫu hay con gái kiểu gyaru trong các nữ diễn viên thường. Tháng 11/2004, khoảng 1 năm sau khi thành lập, công ti đã phát triển thành nhà sản xuất phim có tiếng tăm cùng với MOODYZ.